# اندیس جنوب غرب چشمه استاد
جنوب غرب چشمه استاد یک اندیس فلزی است که در حوالی شهر مهرود استان خراسان قرار دارد و مادهٔ معدنی موجود در آن، مس است.  